# Labrado artesanal

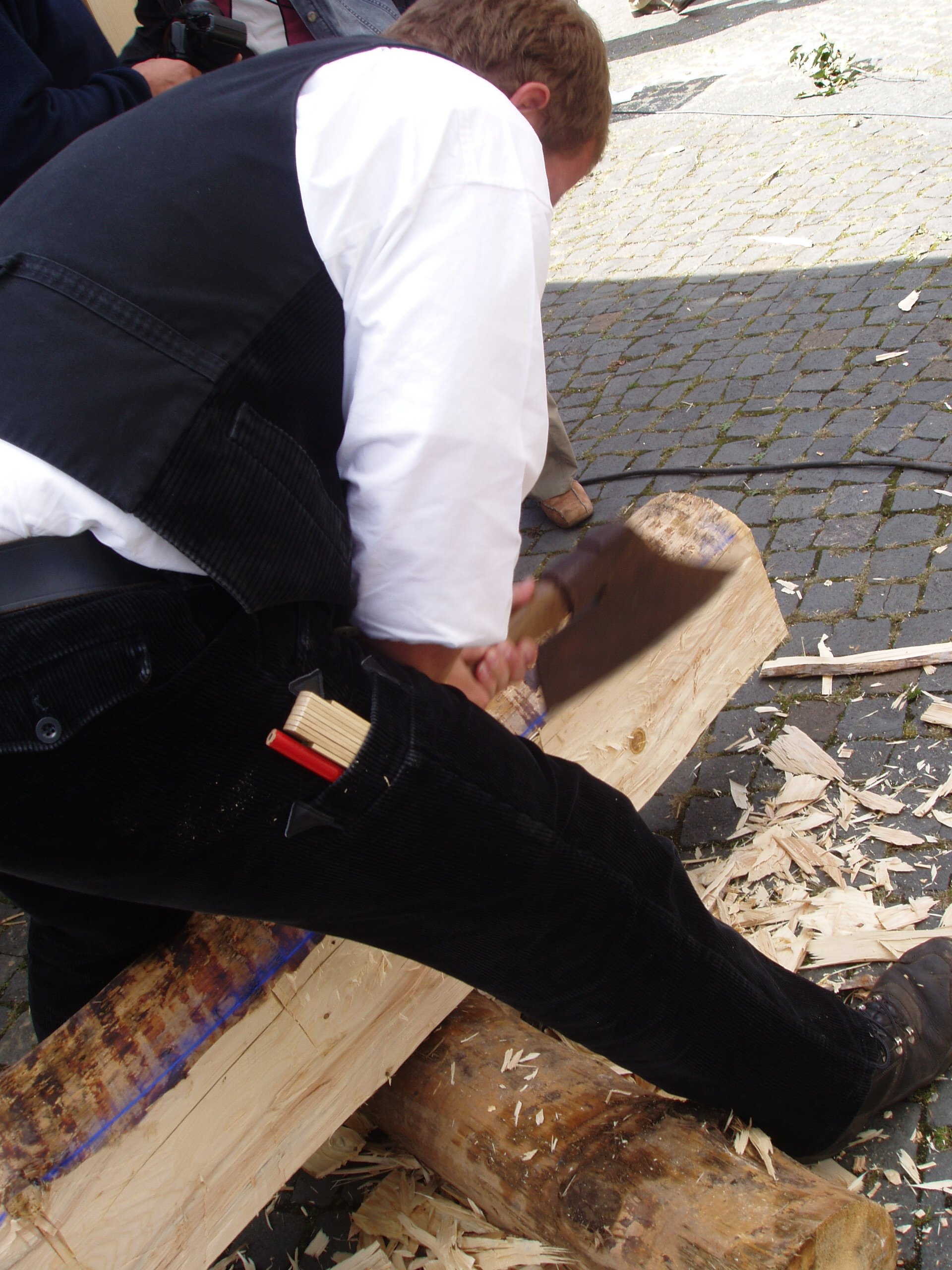
Un carpintero alemán labrando un tronco para obtener una viga. Nótese la línea con tiza azul trazada en el tronco que sirve de guía al carpintero.

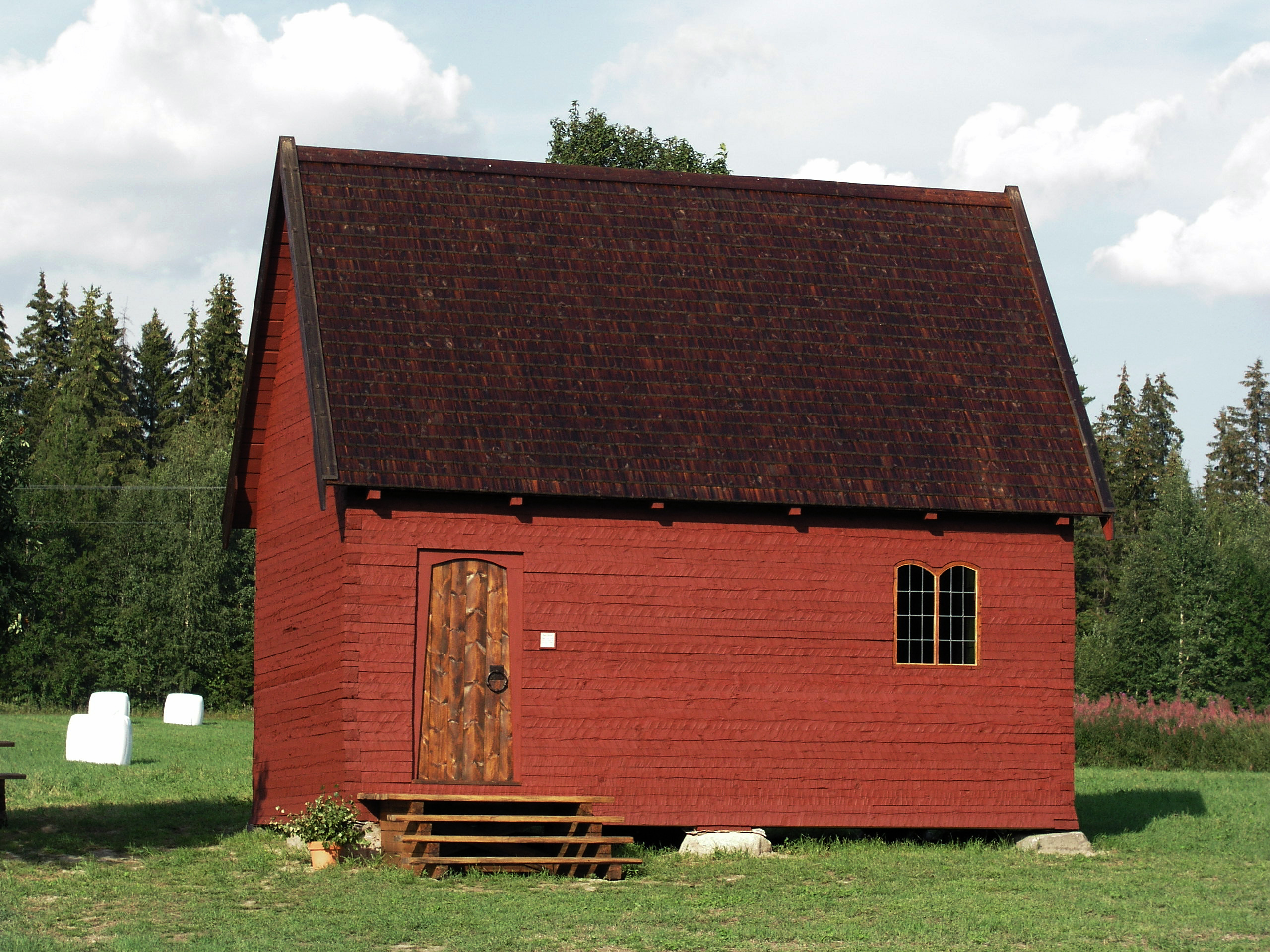
Capilla de Stråsjö

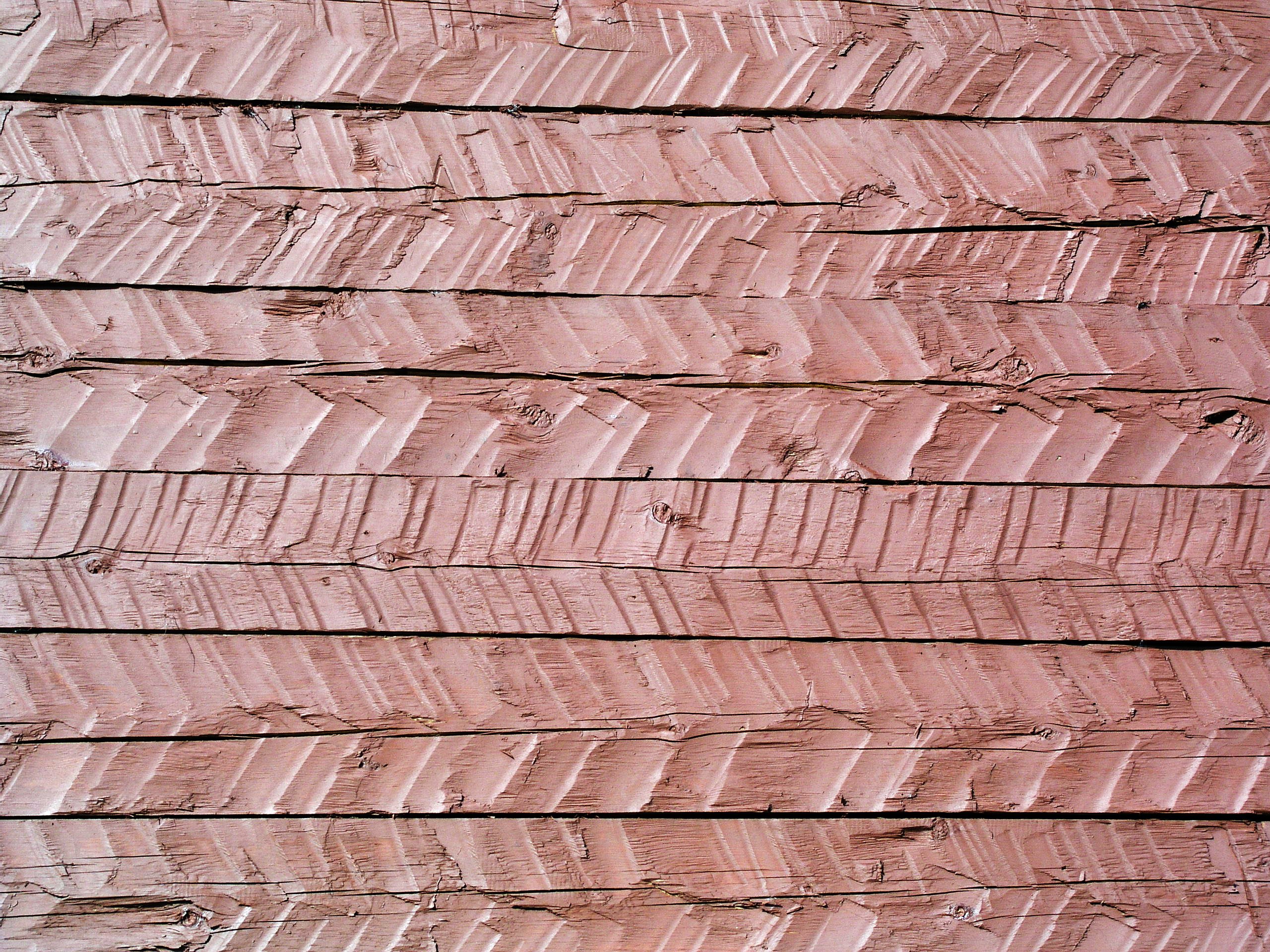
En algunas construcciones de Escandinavia se utiliza un método especial de labrado que produce un diseño en forma de espina de pescado sobre los troncos (sueco Slinthuggning, noruego: Sprettejling). Esta es una reconstrucción moderna en la capilla de Stråsjö en Hälsingland, Suecia.

En la carpintería, se denomina labrado al proceso mediante el que se convierte un tronco desde su forma natural cilíndrica a una viga de madera con superficies más o menos planas utilizando en su mayor parte un hacha plana y alguna otra herramienta cortante. Es un método antiguo; antes de la aparición de los aserraderos en la era industrial era la forma común para obtener vigas para construcciones de madera. En la actualidad se utiliza en esporádicamente para dicho propósito. Por ejemplo aquellos constructores de cabañas de madera con escaso presupuesto, a veces, eligen labrar sus vigas en vez de comprarlas.

## Método

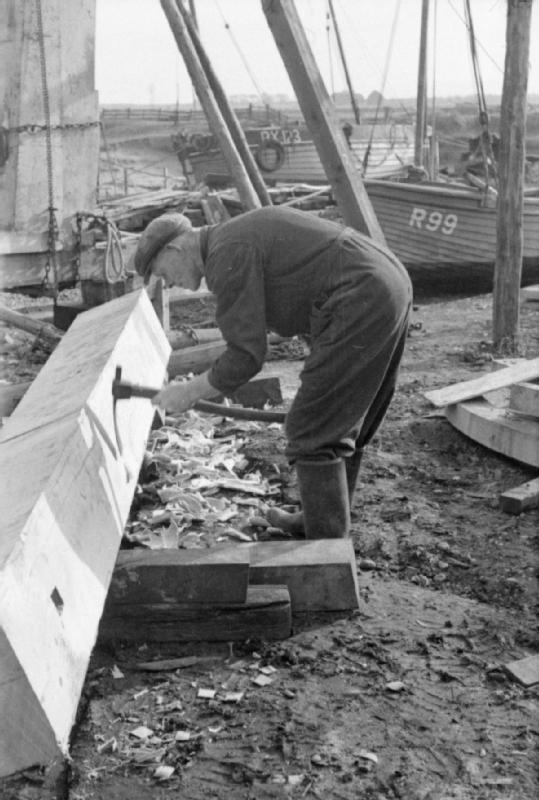
El carpintero Herbert Page de Hastings utiliza una azuela para recortar y dar forma a un gran trozo de madera

A lo largo de la historia se han desarrollado diversas técnicas de labrado de troncos. El labrado de troncos se realiza en una serie de pasos:
- Preparar el tronco

Luego de seleccionar un árbol y talarlo, se puede labrar en el mismo sitio donde ha sido derribado o arrastrarlo en un trineo o carreta tirada por caballos o bueyes para sacarlo del bosque y llevarlo a un sitio adecuado para trabajar. Se coloca al tronco sobre otros dos más pequeños cerca del suelo; se fija mediante grampas de metal que lo soportan e inmovilizan, o utilizando sargentos para troncos (una larga barra de hierro con extremos doblados a 90° cada uno con una punta aguzada que se clava en el tronco y los troncos soporte para inmovilizar el tronco a labrar).
La persona que realiza el labrado mide y realiza marcas con tiza en ambos extremos y a lo largo del tronco que sirvan de guía para el labrado.
- Marcado

En el siguiente paso se realizan cortes, cada 30 a 60 cm, con un hacha de mano sobre la zona a quitar que deben tener una profundidad que llegue justo hasta la línea marcada.
Hay, por lo menos hay tres métodos para marcar:
1. Parándose en el tronco y balanceando un hacha para realizar los cortes o marcas transversales al tronco.
2. En Alemania se usa un método de dos carpinteros parados sobre el terreno con el tronco sobre sus apoyos y hachando hacia abajo para realizar las marcas. (ver video en la sección Enlaces Externos).
3. Se puede utilizar una motosierra para realizar los cortes sobre el tronco, las secciones producidas con el marcado son luego eliminadas con ayuda de un hacha de talado.

- Desbastado

Los trozos de madera entre los cortes son eliminados con ayuda de un hacha, este proceso se denomina desbastado. El resultado es una superficie rugosa que se encuentra apenas por debajo de la línea marcada. El marcado y desbastado permiten quitar una cantidad apreciable de madera, lo cual simplifica el labrado y evita que grandes trozos de madera puedan ser arrancados durante el último paso del proceso.
- Labrado

El labrado propiamente dicho es el último paso del proceso. El labrado se realiza en las dos caras opuestas de los troncos utilizando un hacha ancha. El labrado se realiza desde la parte inferior del tronco (cuando el árbol estaba de pie) hacia la parte superior; de esta forma se reduce la tendencia de las fibras cortadas a propagar el corte hacia el interior de la viga de madera que se pretende fabricar.
Aunque en diversas publicaciones se menciona que antiguamente se utilizaba una azuela de carpintero para labrar la superficie de un tronco de la misma manera que se utiliza el hacha para sus laterales el análisis de las marcas dejadas por las herramientas de labrado en edificios antiguos, muestra que las herramientas eran balanceadas en un arco y por lo tanto el trabajo se realizaba con un hacha y no con una azuela. A menudos los constructores de barcos utilizaban la azuela para darle forma a los tablones del barco; la elección de la herramienta a usar dependía de la posición de la superficie a labrar, los laterales es mejor labrarlos con un hacha y las caras superiores con una azuela. Las ilustraciones antiguas muestran que algunos carpinteros asiáticos labrando troncos con una azada. Es posible obtener un mejor alisado final si se usa una garlopa, bastren, yariganna (una antigua herramienta de corte japonesa) u otros medios improvisados según las circunstancias.

## Usos modernos
Si bien la técnica de labrado aun se utiliza en algunos nichos de la construcción moderna, las vigas labradas de construcciones antiguas son recicladas para ser utilizadas como detalles de arquitectura en construcciones nuevas y renovaciones de viviendas.  También se las suele utilizar como elementos decorativos en espacios comerciales y restaurantes.